# Vippalån
Vippalån (estniska: Vihterpalu jõgi) är ett vattendrag i Estland. Den är 49 km lång. Källan ligger strax norr om Risti i Lääne-Nigula kommun i landskapet Läänemaa. Den rinner söderut och passerar och avvattnar sumpmarken Suursoo. Den mynnar i Finska viken (Västersundet) vid byn Vippal i Lääne-Harju kommun i Harjumaa. 